# Arrondissement di Antony
L'arrondissement di Antony è una suddivisione amministrativa francese, situata nel dipartimento degli Hauts-de-Seine e nella regione della Île-de-France.

## Composizione
L'arrondissement di Antony raggruppa 12 comuni in 12 cantoni:
- cantone di Antony
- cantone di Bagneux
- cantone di Bourg-la-Reine
- cantone di Châtenay-Malabry
- cantone di Châtillon
- cantone di Clamart
- cantone di Fontenay-aux-Roses
- cantone di Malakoff
- cantone di Montrouge
- cantone di Le Plessis-Robinson
- cantone di Sceaux
- cantone di Vanves